# Maximilian von Buch
Maximilian von Buch (* 11. Oktober 1837 in Meiningen; † 26. Juni 1918 in Dresden) war ein preußischer General der Infanterie.

## Leben

### Herkunft
Er war ein Angehöriger des 1858 nobilitierten Adelsgeschlechts von Buch sowie der Sohn von Gustav von Buch (1802–1887) und dessen Ehefrau Eleonore Karoline Therese, geborene von Uttenhoven (1807–1886).

### Militärkarriere
Buch absolvierte das Gymnasium Bernhardinum in seiner Heimatstadt und besuchte anschließend die Kadettenanstalt in Dresden. Am 1. Januar 1854 wurde er als Junker in der Leibbrigade der Sächsischen Armee angestellt. Als Sekondeleutnant nahm Buch am 18. November 1857 seinen Abschied, um in Herzoglich Meiningsche Dienste treten zu können. Dort wurde er am 25. November 1857 mit Patent vom 7. April 1856 im Füsilierregiment angestellt. Hier folgte am 29. Juli 1863 seine Beförderung zum Oberleutnant. Während des Krieges gegen Preußen war Buch vom 16. Juni bis zum 28. Juli 1866 als Adjutant der Festungskommandantur Mainz kommandiert. Nach der Niederlage Österreichs und noch vor dem Beitritt Sachsen-Meiningens zum Norddeutschen Bund wurde er am 2. Oktober 1866 zum Hauptmann befördert.
Als solcher wurde Buch am 25. September 1867 in den Verbund der Preußischen Armee übernommen und zum Chef der 6. Kompanie im 6. Thüringischen Infanterie-Regiment Nr. 95 ernannt. Daran schloss sich in gleicher Funktion ab 18. Juni 1869 eine Verwendung im Ostpreußischen Jäger-Bataillon Nr. 1 in Braunsberg an. Mit diesem Bataillon nahm Buch 1870/71 während des Krieges gegen Frankreich an den Schlachten bei Gravelotte und Noisseville sowie der Belagerung von Metz teil. Für seine Leistungen wurde Buch mit dem Eisernen Kreuz II. Klasse ausgezeichnet.
Nach dem Friedensschluss avancierte Buch am 12. Februar 1876 zum Major im Niederrheinischen Füsilier-Regiment Nr. 39 in Düsseldorf. Am 17. April 1879 folgte seine Versetzung nach Sondershausen als Kommandeur des I. Bataillon im 3. Thüringischen Infanterie-Regiment Nr. 71. Im Herbst 1881 war Buch als Beobachter zu den Manövern des französischen XI. Armeekorps kommandiert und erhielt das Kreuz des Ehrenlegion. Mit seiner Beförderung zum Oberstleutnant stieg er am 15. November 1883 zum etatsmäßigen Stabsoffizier auf und war vom 11. Februar bis zum 6. Dezember 1886 in gleicher Stellung beim 2. Garde-Regiment zu Fuß tätig. Anschließend beauftragte man ihn mit der Führung des in Liegnitz stationierten Königs-Grenadier-Regiment (2. Westpreußisches) Nr. 7. Am 15. Januar 1887 wurde Buch Oberst und Regimentskommandeur. Mit der Beförderung zum Generalmajor ernannte man ihn am 24. März 1890 zum Kommandeur der 56. Infanterie-Brigade in Rastatt, bis Buch am 14. Februar 1893 mit der Führung der 34. Division in Metz beauftragt wurde. Unter Beförderung zum Generalleutnant folgte am 18. April 1893 seine Ernennung zum Kommandeur dieses Großverbandes. In dieser Stellung wurde ihm für seine Verdienste der Rote Adlerorden I. Klasse mit Eichenlaub sowie der Kronenorden I. Klasse verliehen.
Obwohl zur Verwendung als Kommandierender General vorgesehen, nahm Buch seinen Abschied, da keine entsprechende Stelle verfügbar war. Er wurde daher am 10. September 1897 unter Verleihung des Charakters als General der Infanterie mit der gesetzlichen Pension zur Disposition gestellt.
Seine Lebensabend verbrachte Buch in Dresden, wo er nach seinem Tod auf dem Trinitatisfriedhof beigesetzt wurde.

### Familie
Buch hatte sich am 2. Dezember 1865 in Wenigenauma mit Luise Göttling von Abendroth (1841–1909) verheiratet. Aus der Ehe gingen folgende Kinder hervor:
- Walter (* 1872), preußischer Rittmeister
- Erich Karl Gotthard (* 1874), preußischer Major
- Hans Karl Fritz (* 1874), preußischer Major
- Friedrich (1876–1959), deutscher Generalmajor[1]
- Marie (* 1877)